# E2F1
Фа́ктор транскри́пции E2F1 — белок, кодируемый у человека геном  E2F1.

## Функция
Белок, кодируемый этим геном, относится к семейству факторов транскрипции E2F. Семейство E2F играет решающую роль в контроле клеточного цикла и действии белков опухолевых супрессоров, а также в преобразовании белков мелких опухолевых ДНК-содержащих вирусов. Белки E2F содержат несколько эволюционно консервативных доменов, имеющихся у большинства членов семейства. Эти домены включают ДНК-связывающий домен, домен димеризации, который определяет взаимодействие с регулируемыми дифференцировкой факторами транскрипции (англ. differentiation regulated transcription factor proteins, DP), домен трансактивации, обогащенный кислыми аминокислотами, и домен связывания с белком-супрессором опухолей, который встроен в домен трансактивации. Этот белок и еще два члена этого семейства (E2F2 и E2F3) имеют дополнительный циклин-связывающий домен. E2F1 связывается преимущественно с белком ретинобластомы (pRB) в зависимости от фазы клеточного цикла, что может опосредовать как клеточную пролиферацию, так и p53-зависимый/независимый апоптоз.

## Взаимодействия с другими белками
E2F1, как было выявлено, взаимодействует с:
- ARID3A[англ.][3],
- CUL1[4],
- Циклин A1[5],
- Циклин А2[англ.][6],
- GTF2H1[англ.][7],
- MDM4[англ.][8],
- NCOA6[англ.][9],
- NDN[англ.][10][11],
- NPDC1[англ.][12],
- PURA[англ.][13],
- Прохибитин[14][15][16][17],
- RB1[18][19][20][21][22][23][10],
- RBL1[18],
- SKP2[англ.][4],
- SP1[англ.][24][25][26],
- SP2[англ.][24],
- SP3[24],
- SP4[англ.][24],
- TFDP1[англ.][23][3][27][28],
- TOPBP1[англ.][29][30],
- TP53BP1[англ.][21],
- UBC[англ.][31].